# Spisula subtruncata

Valve droite
Valve gauche

Espèce
Spisula subtruncata, dite spisule tronquée, est une espèce de mollusques bivalves marins de la famille des Mactridae.
D'une longueur adulte de 2,5 cm, c'est un animal filtreur vivant à faible profondeur dans les sables grossiers et sur les bancs de sable. C'est le coquillage le plus commun des plages de la mer du Nord. 
Sa coquille est plutôt triangulaire et présente une partie postérieure un peu plus longue et pointue que la partie ventrale.
Elle a une importance indirecte pour la pêche car elle est consommée par certains poissons plats, comme le carrelet.
Les vieilles coquilles perdent leur cuticule et se colorent de bleu, noir et brun.
Spisula subtruncata

Forme marron Valve droite
Forme marron Valve gauche
Forme grise Valve droite
Forme grise Valve gauche

Spisula subtruncata var. triangula
- Valve droite
- Valve gauche